# Jonathan Trumbull
Jonathan Trumbull (à l'origine Jonathan Trumble, mais le nom a été changé pour une raison inconnue), né le 12 octobre 1710 à Lebanon et mort le 17 août 1785 dans la même ville, est un homme politique britannique puis américain. Il est le gouverneur du Connecticut de 1769 à 1784, le premier de l'État américain. 

## Biographie

### Carrière
Né à Lebanon, dans le Connecticut, Jonathan Trumbull est le fils de Joey Trumble (1678-1755) et d'Hannah Higley. Il termine ses études à l'université Harvard avec un B.A. (Baccalauréat ès arts) en 1727 ; trois ans après la réception d'un diplôme (pendant ce temps, il étudie la théologie avec le curé Solomon Williams à Lebanon et est autorisé à prêcher à Colchester, dans le Connecticut), il devient maître de licence ès lettres.
À partir de 1731, il est marchand avec son père en 1731, participant plus intensément après la mort de son frère en mer l'année suivante. De 1733 à 1740, il est délégué à l'Assemblée générale et, de 1739 à 1740, est président de la Chambre. Il est nommé lieutenant-colonel dans la milice du Connecticut en 1739 et sert comme colonel du 12e régiment du Connecticut lors de la guerre de la Conquête.
De 1766 à 1769, il est gouverneur adjoint de la colonie du Connecticut, puis gouverneur de 1769 à 1784. Pendant la Révolution américaine, il est le seul gouverneur colonial à soutenir les insurgés. Lorsque le général britannique Thomas Gage  envoya une demande d’aide à Trumbull après les Batailles de Lexington et Concord en avril 1775, Trumbull refusa et indiqua clairement son choix de se ranger du côté des Patriotes. Ami et  conseiller de George Washington, il met les ressources du Connecticut à la disposition du combat pour l'indépendance. Il demeure à la tête de son État après 1776, un des deux seuls gouverneurs (avec celui du Rhode Island) à assurer la transition entre le régime colonial et la période américaine. 
Il reçoit le diplôme LL.D. (Legum Doctor, diplôme de docteur en droit) de l'université Yale en 1775 et de l'université d'Édimbourg en 1787.
Trumbull meurt le 17 août 1785 dans sa ville natale, et est enterré au vieux cimetière, dans cette même-ville.

### Famille et descendance
Jonathan Trumbull se marie, la 9 décembre 1735, avec Faith Robinson (1718-1780), fille du révérend John Robinson. Ils sont les parents de six enfants :
- Joseph Trumbull (1737-1778), premier commissaire général de l'Armée Continentale.
- Jonathan Trumbull, Jr. (1740-1809), gouverneur du Connecticut de 1798 à 1809.
- Faith Trumbull (1743-1775), qui se marie avec le général Jedediah Huntington.
- Mary Trumbull (1745-1831), qui se marie avec William Williams, un signataire de la déclaration d'indépendance des États-Unis.
- David Trumbull (1751-1822), commissaire de la colonie du Connecticut.
- John Trumbull (1756-1843), peintre de la Révolution américaine.

## Hommages
L'université Trumbull, à Yale, est nommée en son honneur, comme la ville de Trumbull dans le Connecticut, située au nord de Stratford et Bridgeport. Il en est de même du comté de Trumbull dans l'Ohio, ainsi que d'une partie de la Connecticut Western Reserve.
En 1965, sa maison à Lebanon, appelée John Trumbull Birthplace, est déclarée site historique national.

### Source
- (en) Cet article est partiellement ou en totalité issu de l’article de Wikipédia en anglais intitulé « Jonathan Trumbull » (voir la liste des auteurs).